# Stefan Aust

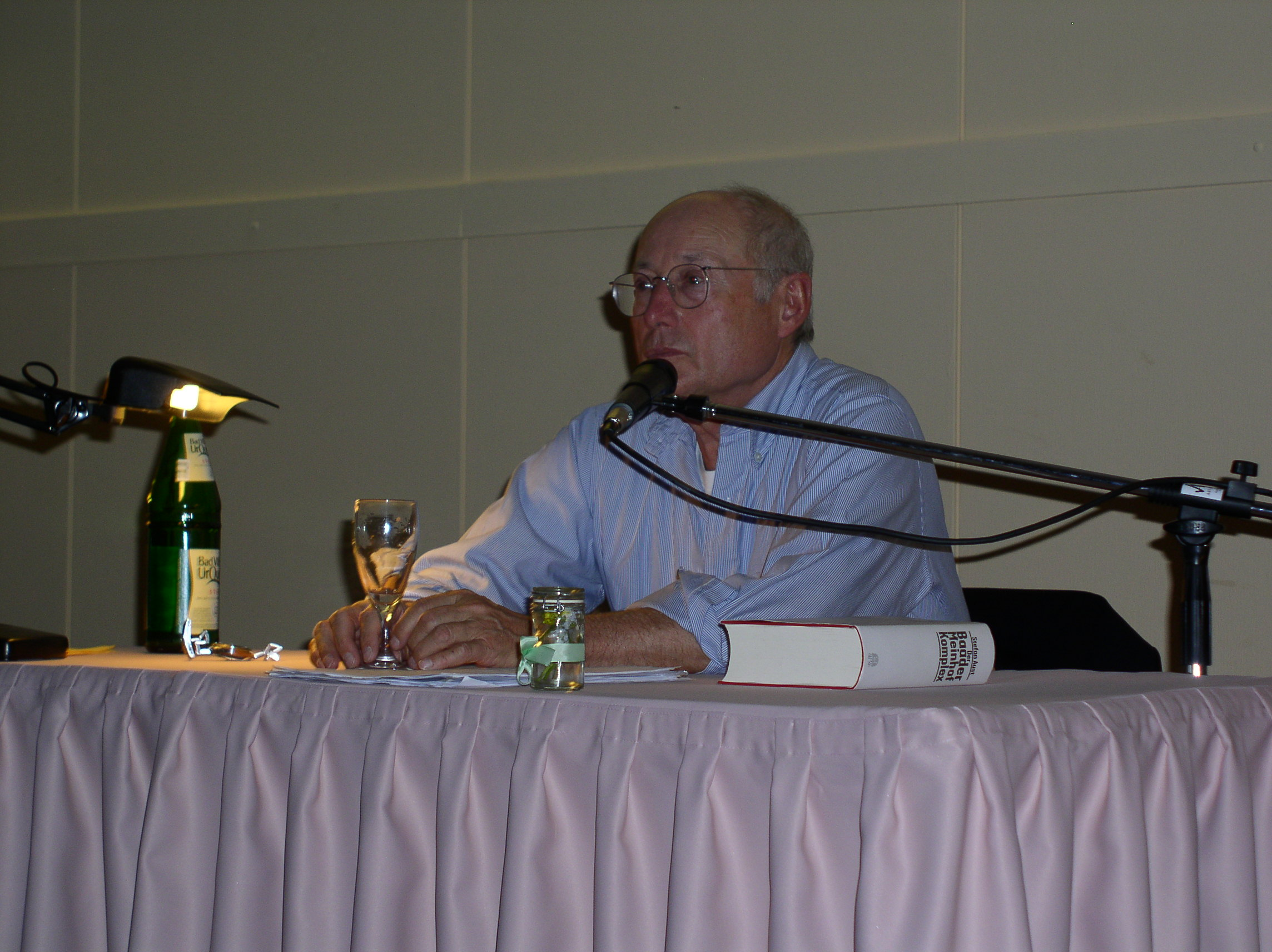
Stefan Aust w 2009 roku

Stefan Aust (ur. 1 lipca 1946 w Stade) – niemiecki dziennikarz, w latach 1994–2008 redaktor naczelny magazynu Der Spiegel.
Jest synem rolnika. Podjął studia socjologiczne, lecz ich nie skończył. W latach 1967–1969 był redaktorem gazety konkret oraz St. Pauli-Nachrichten. Od 1970 r. współpracował z NDR. W latach 1972–1986 pracował dla magazynu telewizyjnego Panorama. W maju 1988 przejął funkcję redaktora naczelnego Spiegel TV Magazin.
We wrześniu 1970 na własną rękę, z pomocą Petera Homanna, uwolnił Bettinę i Reginę Röhl, córki Ulrike Meinhof i Klausa Rainera Röhla, uprowadzone na Sycylię przez członków RAF. Według informacji Austa Andreas Baader, Horst Mahler i inni członkowie RAF próbowali go potem zabić. Został jednak wcześniej ostrzeżony, dzięki czemu uszedł z życiem.
16 grudnia 1994 został mianowany redaktorem naczelnym Der Spiegel, jednocześnie przestał kierować Spiegel TV. Od czerwca 1995 był kierownikiem Spiegel TV GmbH. 6 czerwca 2007 zrezygnował ze stanowiska kierowniczego, pozostając jednocześnie wydawcą programu. W październiku 2005 popadł w konflikt ze współwydawcą Der Spiegel.
Stefan Aust mieszka z żoną i dwojgiem dzieci w Hamburgu.
Na podstawie jego książki Der Baader Meinhof Komplex powstał film w reżyserii Uliego Edela Baader-Meinhof, a według jego scenariusza film Stammheim.